# Hypnum pseudofluitans
Hypnum pseudofluitans là một loài Rêu trong họ Hypnaceae. Loài này được (Sanio) H. Klinggr. mô tả khoa học đầu tiên năm 1893.